# Héroes por dentro
Héroes por dentro (Hero Inside en inglés) es una serie animada creada y coproducida por Million Volt Animation Studios, con CJ ENM, Tencent Video y YGG Global participando como coproductores, llegará a las pantallas de todo el mundo a través de Warner Bros. Discovery, que ha adquirido los derechos globales, DeAPlaneta Entertainment se unió como representante para Europa y América Latina. La serie se estrenó en Latinoamérica en Cartoon Network el 3 de noviembre de 2023.

## Resumen
Scott, un caricaturista y espíritu libre, que desapareció misteriosamente después de dibujar 100 superhéroes en 100 cómics, sin publicar nunca, sus cómics se dispersaron por San Francisco, provocando sucesos extraños. Mike, un niño de 13 años, se topa con uno de los libros de Scott, Hombre Llanto, cuando casualmente dice el nombre del héroe ‘¿Hombre Llanto?’, el héroe salta del cómic y su vida cambia por completo.

## Episodios
| N.º en serie | N.º en temp. | Título | Fecha de estreno original | Fecha de estreno Latinoamérica | Cod. Prod. |
| ------------ | ------------ | --- | ------------------------- | ------------------------------ | ---------- |
| 1            | 1            | «Un grito de justicia» «Cry for Justice»                                                                   | 8 de noviembre de 2023    | 3 de noviembre de 2023         | 101        |
| 2            | 2            | «La noche más oscura» «The Darkest Night»                                                                  | 2023                      | 7 de noviembre de 2023         | 102        |
| 3            | 3            | «Gran gravedad» «Great Gravity»                                                                            | 2023                      | 8 de noviembre de 2023         | 103        |
| 4            | 4            | «La joya del Nilo» «Jewel of the Nile»                                                                     | 2023                      | 9 de noviembre de 2023         | 104        |
| 5            | 5            | «Si este ritmo puedes oír, ¡Es que yo vine por ti!» «When You Hear That Funky Groove, I'm Coming for You!» | 2023                      | 10 de noviembre de 2023        | 105        |
| 6            | 6            | «¿Puedes regar mis plantas?» «Can You Water My Plants?»                                                    | 2023                      | 13 de noviembre de 2023        | 106        |
| 7            | 7            | «Dame mis guantes» «Give Me My Gloves»                                                                     | 2023                      | 14 de noviembre de 2023        | 107        |
| 8            | 8            | «Dos sonrisas» «Two Smiles»                                                                                | 2023                      | 15 de noviembre de 2023        | 108        |
| 9            | 9            | «La cima de la torre» «Top of Coit Tower»                                                                  | 2023                      | 16 de noviembre de 2023        | 109        |
| 10           | 10           | «Revolución» «Revolution»                                                                                  | 2023                      | 17 de noviembre de 2023        | 110        |
| 11           | 11           | «Villanos contra héroes» «Villains vs Heroes»                                                              | 2023                      | 17 de noviembre de 2023        | 111        |